# Bhawani Mandi
Bhawani Mandi é uma cidade e um município no distrito de Jhalawar, no estado indiano de Rajastão.

## Demografia
Segundo o censo de 2001, Bhawani Mandi tinha uma população de 35,682 habitantes. Os indivíduos do sexo masculino constituem 53% da população e os do sexo feminino 47%. Bhawani Mandi tem uma taxa de literacia de 69%, superior à média nacional de 59.5%; a literacia no sexo masculino é de 78% e no sexo feminino é de 58%. 14% da população está abaixo dos 6 anos de idade.